# Provincia de Benguela
Benguela es una de las veintiún provincias en que se encuentra dividida administrativamente Angola. Tiene un área de 31.788 km² y una población de 2.036.662 habitantes. Benguela es la capital de la provincia.

## Municipios con población estimada en julio de 2018
- Baía Farta 119,741
- Balombo 120,985
- Benguela 623,777
- Bocoio 182,848
- Caimbambo 100,859
- Catumbela 195,209
- Chongoroi 96,907
- Cubal 339,343
- Ganda 261,460
- Lobito 436,467

## Demografía
La provincia contaba con 644,000 habitantes en julio de 1991, estimándose en 2006 en 2,110,135 personas., debido a la fuerte afluencia, durante la Guerra Civil, de Ovimbundu del Planalto Central.

## División administrativa

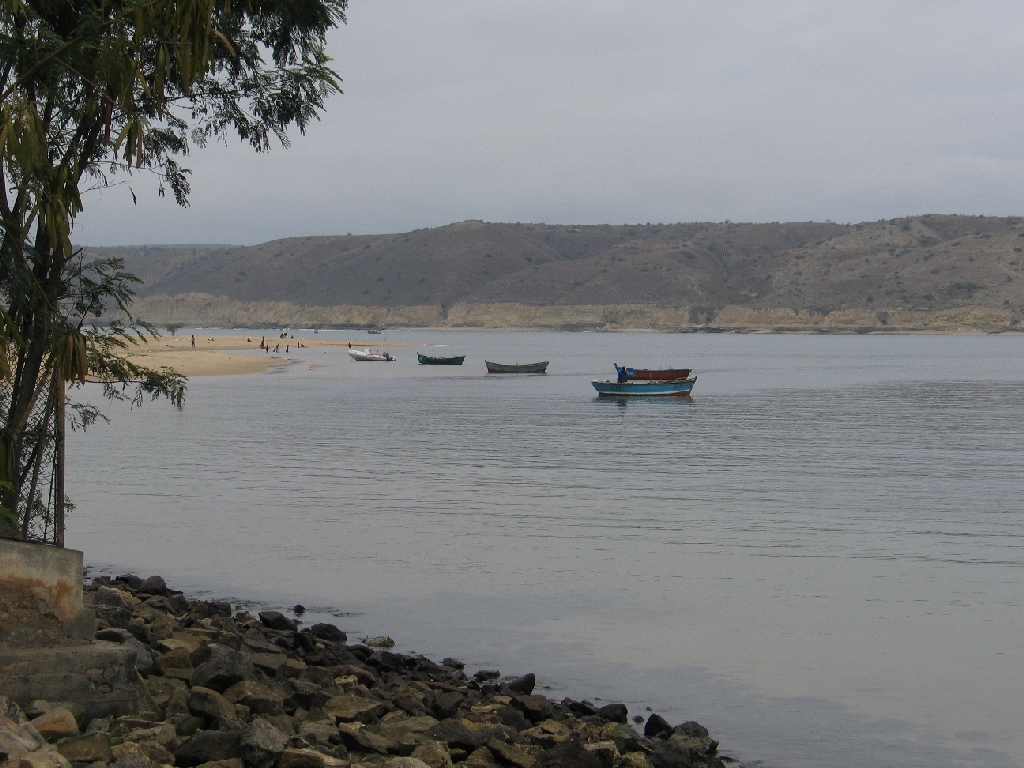
Barcos de pesca cerca de Lobito.

Comprende los municipios de:
- Bahía Farta,
- Balombo,
- Bocoio,
- Chongorói,
- Cubal,
- Caimbambo,
- Ganda,
- Lobito y
- Benguela.

### Comunas
| - Alda Lara, - Asfalto, - Babaera, - Balombo, - Benfica, - Benguela, - Biópio, - Bocoio, | - Candumbo, - Catumbela, - Chigongo, - Chikuma, - Chila, - Chindumbo, - Chongorói, - Compão, | - Cote, - Cubal, - Cubal do Lumbo, - Dombe Grande, - Lobito Canata, - Catumbela, - Egito, - Monte Belo, | - Passe, - Caimbambo, - Catengue, - Baia Farta, - Cupupa, Imbala, - Quendo, - Chiongoroi, | - Capupa, - Bolongueira, - Ganda, - Babaera, - Kasseque, - Chicurnu, - Ebanga |

## Idiomas
El portugués y el umbundu son los idiomas oficiales. La mayor parte de la población pertenece al grupo étnico-lingüístico Ovimbundu, con varios subgrupos, como son los Mumdombe, Muhanha, Ganda, Lumbo y Quilengues.